# Хідішелу-де-Сус
Хідішелу-де-Сус (рум. Hidișelu de Sus) — село у повіті Біхор в Румунії. Адміністративний центр комуни Хідішелу-де-Сус.
Село розташоване на відстані 419 км на північний захід від Бухареста, 18 км на південний схід від Ораді, 119 км на захід від Клуж-Напоки, 144 км на північний схід від Тімішоари.

## Населення
За даними перепису населення 2002 року у селі проживали 1082 особи.
Національний склад населення села:
| Національність | Кількість осіб | Відсоток |
| -------------- | -------------- | -------- |
| румуни         | 1072           | 99,1%    |
| угорці         | 7              | 0,6%     |

Рідною мовою назвали:
| Мова      | Кількість осіб | Відсоток |
| --------- | -------------- | -------- |
| румунська | 1073           | 99,2%    |
| угорська  | 6              | 0,6%     |